# Virgil Podoabă
Virgil Podoabă (n. 27 mai 1951, Topa Mică, județul Cluj) este un scriitor, traducător și critic literar român. Este membru al Uniunii Scriitorilor din România.

## Biografie
Școala primară în satul natal (1958-1962), gimnaziul în satul Mihăiești, județul Cluj (1962-1966), iar studiile liceale la liceul “Ady-Șincai” din Cluj (1966-1970). Studiile universitare, la Facultatea de Filologie din Cluj, între anii 1972-1976. În acești ani a fost președinte al Cercului de istoria literaturii române și redactor (între anii 1974-1976) la revista Echinox, unde a debutat cu o recenzie (1973) și a susținut succesiv, cu cronici literare și eseuri, rubricile “Proză” și “Cronica literară”. A condus, împreună cu Gheorghe Perian, între anii 1974-1976, Cenaclul Echinox.
Din aprilie 1990 este redactor la revista Vatra din Tîrgu-Mureș, iar din anul 1992 lector la catedra de Literatură comparată, la Facultarea de Litere a Universității “Transilvania” din Brașov.

## Activitate literară
Cronicar literar la mensualele, Familia (1980-1990) și Vatra (din 1990 încoace), unde a publicat, pe lîngă cronici literare, numeroase studii și eseuri critice. Am mai colaborat la reviste ca: Steaua, Caiete critice, Arca (cu poezie), Tribuna, Viața Românească, Limes, Calende, Discobolul, Paralela 45, ș. a.  Am condus, între anii 1974-1976, Cenaclul “Echinox”, între 1976-1980, Cenaclul “Silvania” din Zalău iar, între 1980-1991, cenaclul “Iosif Vulcan” din Oradea, iar între 1995-1999 – îndrumător al Cenaclului studențesc al revistei Erată din Brașov. Am publicat poeme în revistele Arca și Vatra. Am înființat și am fost redactor-șef al ziarului Gazeta de Vest, din Oradea, în perioada 1991-1992.
A înființat, împreună cu un grup de studenți de la Facultatea de Litere din Brașov, revista Erată, iar între anii 1995-1999 a fost directorul acestei reviste studențești din Brașov. Participări (prea numeroase), ani la rînd, la: colocvii (“Colocviile Vatra”, Tîrgu Mureș, “Zilele revistei Familia”, Oradea, “Zilele reviestei Poesis”, Satu Mare, “Zilele revistelor culturale din Transilvania și Banat”, Mediaș, “Remember – generația ’80”, Sighișoara, “Zilele filologiei”, Brașov,), tîrguri de carte (“Salonul cărții”, Cluj, “Gaudeamus” și “Bucarest”, București), conferințe (pe teme literare și culturele, la București, Cluj, Oradea, Brașov, Tîrgu Mureș, Sighișoara, Tîrnăveni, Alba Iulia), simpozioane (pe teme civice, politice și literare, la Cluj, Brașov, Tîrgu-Mureș, Blaj, Timișoara), lansări de carte și întîlniri cu cititorii (la Brașov, Cluj, Tîrgu-Mureș, Mediaș, București, Alba Iulia, Satu-Mare, Sighișoara) etc.

## Teza de doctorat
Experiența revelatoare și tematizarea ei în literatura română contemporană – susținută la 1 septembrie 2003, la Universitatea Babeș-Bolyai din Cluj, în fața unei comisii alcătuite din prof. univ. dr. Ion Pop (coordonator științific), prof. univ. dr. Mircea Martin, prof univ. dr. Livius Ciocârlie, prof univ. dr. Mircea Muthu și prof univ dr. Ion Șeulean (președinte de comisie). Primește distincția Summa Cum Laude.

## Lucrări publicate

### Volume
- Între extreme. Monografie Aurel Pantea. Urmată de Nova Vita Nova de Aurel Pantea, Ed. Dacia, Cluj-Napoca, 2002
- Anatomia frigului. Altă analiză monstruoasă. (Eseu monografic despre Alexandru Vlad), Ed. Ecco-Marineasa, Cluj-Napoca, 2003.
- Metamorfozele punctului. Studii asupra narativei contemporane, Ed. Paralela 45, Pitești-București, 2004.
- Ultimul latin – Mircea Zaciu. Monografia unei opere, Ed. Limes, Cluj-Napoca, 2005

### Volume colective
- Prefață la volumul antologic Lilioară – din poezia lui Teodor Murășanu, Ed. Dacia, Cluj-Napoca, 1982.
- Probitatea și probele. Eseu fenomenologic asupra punctului de plecare genetic al criticii Ioanei Em. Petrescu, în volumul Portret de grup cu Ioana Petrescu, Ed. Dacia, Cluj-Napoca, 1991.
- Cele trei grații. Schiță fenomenologică asupra criticii literare moderne, în Gheorghe Crăciun, Competiția continuă. Generația 80 în textele teoretice, Ed. Vlasie, Pitești, 1994.
- Homo viator. Eseu hermeneutic, în Întoarcerea învinsului. Întîlnire cu Mircea Zaciu, volum editat de Aurel Sasu și Mircea Petean, Editura Limes, Cluj-Napoca, 2001.
- Dialog cu Ana Blandiana, în Ana Blandiana, Cine sînt eu ?, Cluj-Napoca, 2001, pp. 161-176.

### Publicistică
- Provincia libris, I, Eseu despre proza scurtă a lui Mircea Horia Simionescu, în Echinox nr. 5-6-7, 1974, p. 4.
- Ardoare și discreție, Eseu despre Ana Blandiana, în Echinox nr. 11-12, 1974,p. 7.
- Urma construcției, Eseu despre poeziea lui Leonid Dimov, în Echinox nr. 1-2, 1975, p. 11.
- Narcis și Orfeu, Eseu despre poezia lui Mihai Eminescu, în Echinox nr. 6, 1975, p. 9.
- Vocația comunicării, Studiu despre jurnalul lui Maiorescu, în Echinox nr. 7-8, 1976, p. 9.
- Provincia libris, Eseu despre Mircea Horia Simionescu, în Echinox nr. 2, 1977, pp. 10-11.
- Clasicizarea versului, Studiu despre poezia lui Gheorghe Pituț, în Echinox nr. 2-3, 1978, p. 17.
- Școala frumuseții, Eseu despre poezia lui Geo Dumitrescu, în Echinox nr. 8-9, 1978, p. 12.
- Vocația mistificării Eseu despre “Miorița”, în Echinox nr. 10-11-12, 1978, p. 40.
- O lume a sa, Eseu despre proza lui Ștefan Bănulescu, în Echinox nr. 6-7, 1979, p. 8.
- Cărți testamentare, Eseuri despre memorialul “Viața ca o pradă” și romanul “Cel mai iubit dintre pămînteni” de Marin Preda, în Familia nr. 5, 1980.
- Părul Berenicei [de Radu Petrescu], Eseu despre jurnalul de creație al lui Radu Petrescu, în Familia nr. 3, 1982.
- Costache Olăreanu sau scrisul, umorul și amorul, în Familia nr. 6, 1983, p. 6.
- Cînd apare minciuna, dispare critica. Încercare de fenomenologie a criticii literare, în Caiete critice nr. 3-4, 1984.
- Secvența aprinsă, Eseu despre critica lui Ovidiu Cotruș, în Familia nr. 8, 1983.
- Timpul și clipa, I, Studiu asupra timpului experienței revelatoare în romanele lui Paul Georgescu, în  Familia nr. 7, 1984.
- Livius Ciocârlie și romanul parțial, în Familia nr. 5, 1985.
- Un prozator tînăr, Eseu despre proza lui Sorin Preda, în Familia nr. 11, 1985, p. 5.
- Dincoace de istorie, Eseu despre proza lui Constantin Țoiu, în Familia nr. 2, 1988, p. 7.
- Întregul și partea, Eseu despre romanele lui Eugen Uricaru, în Familia nr. 12, 1988, p.9.
- A cincea esență, Eseu despre poezia lui Dan Damaschin, în Familia nr. 10, 1989, p. 4.
- Cele două conștiințe [ale personajului narativei lui Augustin Buzura], în  Familia nr. 5, 1989, p. 9.
- Ițele receptării romanului “Matei Iliescu” de Radu Petrescu, în Familia nr. 7, 1989, p. 10.
- Încă o sulă în coasta puterii, Eseu politic ocazional, în Gazeta de Vest nr. 53, Oradea, 1990, p. 1.
- Fraza și moartea, Eseu despre romanul “Culorile curcubeului” de Paul Goma, în  Vatra nr. 1, 1990.
- Ioan Clarobscurul, Eseu despre poezia lui Ioan Moldovan, în Familia nr. 3, 1990, p. 5.
- Dinspre tehnică spre substanță, Studiu asupra prozei scurte a lui Ioan Groșan, în  Familia nr. 4, 1990, pp. 4-5.
- La cap de linie, O analiză a poeziei lui Mircea Dinescu, în Vatra nr. 5, 1990, p.
- Cele două eșecuri, Eseu despre critica lui Mircea Mihăieș, în  Vatra nr. 7, 1990, p.7.
- Între apropiere și distanță, Studiu fenomenologic despre relația critică în opera lui Ion Negoițescu, în Vatra nr. 8, 1990, p. 6 și 12.
- Poetul Meursault, Eseu despre poezia lui Augustin Pop, în Vatra nr, 12, 1990, p. 5.
- Probitatea și probele în critica Ioanei Em. Petrescu, în Vatra nr. 4, 1991, pp. 6-7.
- Atlantida reveriei, Eseu asupra “topografiei ontologice” din proza lui Paul Goma, în Vatra nr. 5, 1991
- Un Paul Valéry printre balcanici, Eseu despre poezia lui Ștefan Aug. Doinaș, în Vatra nr. 2, 1991, p. 5.
- Ontopoetica negativă, Eseu asupra ontopoeticii lui Ștefan Augustin Doinaș, în Vatra nr. 8. 1991, p. 5.
- Politicienii, minerii și principiul, Eseu politic, în Vatra nr. 11, 1991, p. 1 și 4.
- Cunoaștere la patruzeci de grade, Eseu despre Belu Zilber, în Vatra nr. 1, 1992, pp.7-8.
- Via negationis,  Studiu asupra poeziei lui Dan Damaschin, în Vatra nr. 4, 1992, p.7.
- Confesiunea regală, Eseu hermeneutic despre Convorbiri-le lui Mircea Ciobanu cu Regele Mihai, în Vatra nr. 5, 1992, p. 12.
- Dizidentul, scriitorul și opera, Eseu despre Paul Goma, în  Vatra nr. 6, 1992.
- Nivelul de performanță și privirea interanimat, Studiu despre genul de istorie literară practicat de Ion Negoițescu, în Vatra nr. 7, 1992, p. 6.
- Între extreme, Eseu despre poezia lui Aurel Pantea, Vatra nr. 9, 1992, p. 6.
- Între mine și mine, Eseu despre poezia lui Dorin Popa, în Vatra nr. 10, 1992, p. 7.
- Mai departe decît Ulise, însă nu cît Ahab, Eseu despre poezia lui Aurel Pantea, în Vatra nr. 11-12, 1992, p.7.
- Al treilea timp, Eseu despre proza lui Mihai Sin, în Vatra nr. 1, 1993, p. 6.
- Cartea și opera, Eseu despre proza Norman Manea, în Vatra nr. 3, 1993.
- Despre memorie și nu numai, Eseu de po(i)etică ontică asupra prozei lui Paul Goma, în Vatra nr. 10, 1993, p. 6 și 13.
- Ion Negoițescu – cu limbă de moarte, Eseu critic, în Vatra nr. 2, 1993, p. 3 și 8.
- Secvența inflamată, [I], Studiu fenomenologic despre critica lui Mircea Martin, în Vatra nr. 11, 1993, p. 1 și 12.
- Paul Goma: le dissident et l’écrivain, în Euresis nr. 1-2, 1993, pp. 180-183.
- În literatură locurile nu sînt fixate și limitate ca în parlament. Răspuns la  ancheta “Literatura română între impostură și adevăr”, în Calende nr.1, 1993, pp. 11-12.
- Metamorfozele călătorului, I. Eseu despre jurnalele de călătorie ale lui Mircea Zaciu, în Vatra nr. 1, 1994, p. 14.
- Cealaltă critică. Eseu fenomenologic asupra criticii lui Lucian Raicu, Vatra nr. 2, 1994, p. 11.
- Cele două praguri. Eseu despre Monica Lovinescu și Virgil Ierunca, Vatra nr.4, 1994, p. 1-2.
- Himerele. Eseu despre poezia lui Alexandru Mușina și linia ontologică a poeziei optzeciste, Vatra nr. 7, 1994.
- Egotexte. Eseu despre poezia lui Caius Dobrescu, Vatra nr. 5, 1995, pp. 43-47.
- Pînă la capăt. Eseu despre noua critică franceză în interviurile lui Ion Pop din Ore franceze, în Vatra nr. 8, 1995, pp. 46-49.
- A te întîlni. Discurs indirect asupra metodei fenomenologice de lectură, Vatra nr. 9, 1995.
- Adamevele. Cititorul nesigur. Studiu de poetică a narativei lui Paul Goma, Vatra nr. 1, 1996, pp. 15-22.
- Adamevele, II. Experiența de la Lătești. Vatra nr. 3, 1996, pp. 15-22.
- Adamevele, III. [Goma și dorința derivată],  Vatra nr. 5, 1997, pp 51-55.
- Micro-Proust. Studiu monografic despre Supraviețuiri-le lui Radu Cosașu, Vatra nr. 11-12, 1996, pp. 22-28.
- Secvența aprinsă. Eseu despre critica lui Ovidiu Cotruș, în Contrafort nr. 2, 1996, p. 3 și 11 (Chișinău, Republica Moldova).
- Revelația livrescă, Vatra nr. 1, 1997, pp.39-44.
- Aria vidului și critica de identificare, Vatra nr. 3, 1997, pp. 36-40.
- Cartea clasică despre optzeciști [Eseu despre citica lui Gheorghe Perian],  Vatra nr. 4, 1997, pp. 45-49.
- Cartea clasică despre optzeciști, II,  Vatra nr. 6, 1997, pp. 31-34.
- Fenomenologia personajului literar, I. Eseu ocazionat de studiul Lumea personajului de Vasile Popovici, în Vatra nr. 11, 1997, pp. 11-15.
- [Fenomenologia personajului literar] Un ocol cam prea larg [:despre experiența revelatoare], II. Studiu fenomenologic asupra punctului de plecare a creației literare,  Vatra nr. 12, 1997, pp. 22-27.
- [Fenomenologia punctului de plecare: despre experiența revelatoare], III, Un nume mai potrivit, în Vatra nr. 4, 1998, pp.39-45.
- Despre exeriența revelatoare, IV, [Studiu de fenomenologie a punctului de plecare], Vatra nr. 6, 1998, pp. 62-66.
- Timpul bachelardian și timpul experienței revelatoare. Studiu fenomenologic despre metamorfozele gîndirii lui Gaston Bachelard asupra timpului, Vatra nr 7, 1998, pp. 48-54.
- Despre experiența revelatoare. Studiu fenomenologic asupra punctului bachelardian de plecare a creației literare, Vatra nr 10, 1998, pp.70-74.
- Cîteva întrebări despre jurnal și nu numai, Vatra nr. 1, 1998, pp. 29-33.
- Fragmente despre un fragmentarium, Vatra nr. 1, 1998, pp. 69-72.
- Mircea Horia Simionescu și cele două puncte de plecare. Studiu de critică genetică, în revista Limes, Zalău, 1998, pp. 55-58.
- Secvența aprinsă, II. Studiu fenomenologic despre critica lui Mircea Martin, în revista Paralela 45 nr. 2, 1999, pp. 142-150.
- Între extreme, I. Eseu despre poezia lui Aurel Pantea, Vatra nr. 9, 2000, pp.76-80.
- Aurel Pantea între extreme, II, Vatra nr. 10 –11, 2000, pp. 129-141.
- Aurel Pantea între extreme, III, Vatra nr. 12, 2000, pp. 81-85.
- Alexandru Vlad – Drumul spre Polul Sud al ființei, I, Vatra nr.6 –7, 2001, pp. 32-47.
- Drumul spre Polul Sud. Al ființei, II, Vatra nr. 8, 2001, pp. 16- 21.
- Drumul spre Polul Sud. Al ființei, III. Vatra nr. 9-10, 2001, pp. 22-30.
- Mircea Zaciu – Homo Viator, I [Studiu fenomenologic asupra experienței revelatoare în opera lui Mirecea Zaciu], Familia nr. 7-8, 2001, pp.49-70.
- Homo Viator [–Mircea Zaciu], II [Studiu fenomenologic asupra experienței revelatoare în opera lui Mirecea Zaciu], Familia nr. 9, 2001
- Homo Viator [– Mircea Zaciu], III [Studiu fenomenologic asupra experienței revelatoare în opera lui Mirecea Zaciu], Familia nr. 10-11, 2001.
- Costache Olăreanu și experiența revelatoare, I, în Viața Românească nr. 9 –10, 2001, pp. 30-37.
- Costache Olăreanu și experiența revelatoare, II, în Viața Românească nr. 12, 2001, pp. 74-77.
- Costache Olăreanu și experiența revelatoare,III. în Viața Românească nr. 1 –2, 2002, pp. 48-55.
- Timpul și clipa, I-II. Studiu despre romanele lu Paul Georgescu, în revist Discobolul, nr. 43-44-45 (50-51-52), iulie-august-septembrie, Alba Iulia, 2001.
- Gheorghe Crăciun și revelațiile corpului erotizat, I, Studiu de hermeneutică fenomenologică, în Vatra nr. 5 / 6, 2002, pp. 141-143.
- Gheorghe Crăciun și revelațiile corpului erotizat, II, Studiu de hermeneutică fenomenologică, în Vatra nr. 8 / 9, 2002, pp. 30-33.
- Gheorghe Crăciun și revelațiile corpului erotizat, III. Studiu de hermeneutică fenomenologică, în Vatra nr. 10, 2002, pp.18-20.
- Marea revelație amînată și microiluminările parțiale. Eseu despre poezia lui Augustin Pop, în Vatra nr. 8-9, 2003.
- Un op fundamental. Eseu despre A doua tradiție de Gheorghe Perian, în Vatra nr. 3. 2004.
- Preambul la o propunere. Studiu introductiv despre experiența revelatoare, în Vatra nr. 5-6, 2004, pp. 48-56.
- Experiența negativă a timpului în proza Gabrielei Adameșteanu, în Vatra nr. , 2005
- Radu Enescu – Mîna care scrie, călătorul și apriorismul livresc. Mărturie despre oximoronul ontic, în rev. Familia nr. 10, 2005.
- Discurs (comemorativ) asupra metodei, în Observator cultural, nr. 16, 2005.
- Discurs (comemorativ) asupra metodei (2), în Observator cultural, nr. 17, 2005.
- Discurs (comemorativ) asupra metodei (3), în Observator cultural, nr. 18, 2005.
- Între universal și provincial. Un Cioran nostalgic, în Cuvîntul, nr. 9, 2005, p. 16.
- Cioran, provincialismul, soluțiile curative și utopia la pătrat, în Vatra, nr. 9-10, 2005.

### Traduceri
- Georges Poulet, Teologie și mistică (text reprezentînd Introducerea la cartea sa fundamentală La pensée indéterminée, Paris, PUF, 1985), în Vatra nr, 3, 1992, p. 5.
- Eugen Ionescu, Confesiunea de la Rimini, [Traducere din limba  italiană], în Vatra nr., 1994, pp. 1, 3, 11.
- Karl Rahner, Rugăciune pentru cei ce creează cu Spiritul, [Traducere din limba italiană după versiunea lui M. Morelli], în Vatra nr. 6, 1994, p. 1.

## Premii și distincții
- Premiul „Radu Enescu”– pentru eseu, acordat de revista Familia, Oradea, anul 1999.
- Premiul pentru cea mai bună carte a anului (debut), 2002, acordat de ASPRO volumului Între extreme. Eseu despre poezia lui Aurel Pantea, Cluj- Napoca, 2002.
- Premiul Uniunii Scriitorilor din România pentru cea mai bună carte de debut a anului 2002, acordat volumului Între extreme, Ed. Dacia, Cluj-Napoca, 2002.
- Premiul pentru critică literară al Uniunii Scriitorilor din România, filiala Mureș, pentru volumul Anatomia frigului, O analiză monstroasă, Ed. Ecco–Marineasa, Cluj-Napoca, 2003.
- Premiul revistei Cuvântul pentru cea mai bună carte a anului 2004, la secțiunea critică și istorie literară, pentru volumul Metamorfozele cercului. În jurul experienței revelatoare, Ed. Paralela 45, Pitești-București, 2004.
- Premiul pentru critică literară al Uniunii Scriitorilor din România, filiala Mureș, pe 2005, pentru volumul Metamorfozele punctului.
- Premiul pentru critică literară al Uniunii Scriitorilor din România, filiala Mureș, pe 2005, pentru volumul Mircea Zaciu – ultimul latin, Cluj-Napoca, Ed. Limes, 2005.